# Hisel
Hisel este o comună din landul Renania-Palatinat, Germania.